# Тирнава (Телеорман)
Тирнава (рум. Târnava) — село у повіті Телеорман в Румунії. Входить до складу комуни Ботороага.
Село розташоване на відстані 53 км на південний захід від Бухареста, 26 км на північний схід від Александрії, 140 км на схід від Крайови.

## Населення
За даними перепису населення 2002 року у селі проживали 1676 осіб.
Національний склад населення села:
| Національність | Кількість осіб | Відсоток |
| -------------- | -------------- | -------- |
| румуни         | 1658           | 98,9%    |
| цигани         | 18             | 1,1%     |

Рідною мовою назвали:
| Мова      | Кількість осіб | Відсоток |
| --------- | -------------- | -------- |
| румунська | 1658           | 98,9%    |
| циганська | 18             | 1,1%     |